# Wprost (Künstlergruppe)

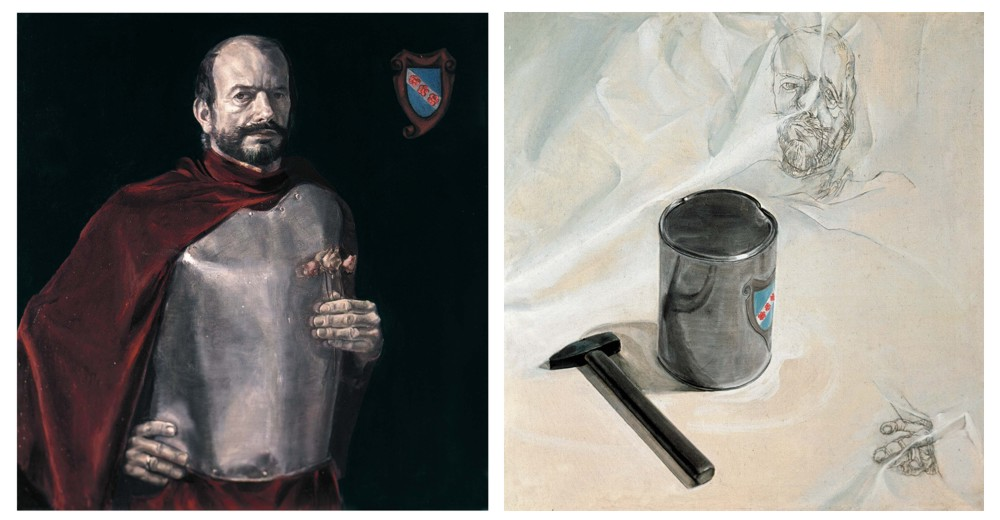
Leszek Sobocki, „Trzy róże wczoraj - trzy róże dzisiaj“ (deutsch: Drei Rosen gestern – drei Rosen heute), Öl auf Leinwand, 1977

Die Krakauer Künstlergruppe Wprost (polnisch: Grupa Wprost) entstand 1966. Nach rund 20 Ausstellungen löste sie sich Mitte der 1980er Jahre wieder auf.

## Geschichte
Die Gruppe wurde von Absolventen der Malerei-Fakultät an der Krakauer Akademie der Schönen Künste gegründet. Gründungsmitglieder waren Maciej Bieniasz, Zbylut Grzywacz, Barbara Skąpska, Leszek Sobocki und Jacek Waltoś. Skąpska schied nach kurzer Zeit wieder aus. Noch im Gründungsjahr fand die erste gemeinsame Ausstellung im Krakauer Kunstpalast der Gesellschaft der Freunde der Schönen Künste statt.
Während dieser ersten Ausstellung erklärte die Gruppe:

„Chcemy wyrażać wprost, nie pomijać wielorakich możliwości w plastyce: tematów, symboliki, form znaczących, tworzywa stosowanego dla treści. Każda użyteczna metoda i tworzywo służące ekspresji jest ważne dla wyobraźni, to znaczy – ujawniania kształtu przeżyć. Pokazujemy to, co robimy, swój warsztat, by ujawnić myśli i wyobrażenia w jej bezpośredniej, często pierwszej postaci.“

„Wir wollen direkt ausdrücken und dabei nicht die vielen Möglichkeiten der Darstellung unbeachtet lassen: Themen, Symbole und Formen dienen zur Darstellung des Inhaltes. Jede sinnvoll anwendbare Methode, jedes Material ist für die Wiedergabe der Idee und Stärkung der Einbildungskraft wichtig, fördert das Erleben. Wir zeigen, was wir tun, unsere Techniken, um Gedanken und Ideen in ihrer unmittelbaren, ursprünglichen Form offenzulegen.“

Die Künstler der Gruppe versuchten, direkt (entspricht dem polnischen Ausdruck „wprost“) Gefühle und Vorgänge in der Welt und der Geschichte darzustellen. Charakteristisch für die frühen Arbeiten der Mitglieder war es, den unmittelbaren, teilweise brutalen Expressionismus des jung verstorbenen Andrzej Wróblewskis weiterzuführen. Die Gruppe sah ihre Aktivitäten als Widerstand gegen die herrschende abstrakte Kunst in Polen, die in erster Linie formalen Regeln folgte und damit inhaltliche Aussagen zurückstellte. Figuren und Formen sollten Formalismus und Ästhetizismus ersetzen. In ihren Werken griffen die Mitglieder der Gruppe soziale, politische und existenzielle Themen auf.
Die zweite Ausstellung der Gruppe wurde 1967 im Kulturhaus in Nowa Huta gegeben. Die dritte Ausstellung (ebenfalls 1967) erfolgte in der Warschauer Galeria Współczesna. Hierbei erhielt die Gruppe den Cyprian Kamil Norwid gewidmeten Preis der polnischen Kunstkritiker. 1984 erhielten sie auch einen Preis des Museums des Warschauer Erzbistums. Kurz darauf löste die Gruppe sich auf.